# 第50回全国高等学校サッカー選手権大会
第50回全国高等学校サッカー選手権大会（だい50かいぜんこくこうとうがっこうサッカーせんしゅけんたいかい）は、1972年1月に行われた、全国高等学校サッカー選手権大会。

## 概要
今大会より日本テレビ系列の独占中継体制になった。

### 日程
- 1回戦　1月3日
- 2回戦　1月4日
- 準々決勝　1月5日
- 準決勝　1月6日
- 3位決定戦・決勝　1月7日

### 使用会場
- 長居陸上競技場（1回戦～決勝）
- 西宮球技場（1回戦～2回戦）
- 神戸市立中央球技場（1回戦）

## 出場校
北海道・東北
- 北海道代表 室蘭大谷
- 北奥羽代表 五戸（青森県）
- 西奥羽代表 秋田商（秋田県）
- 東北代表 仙台育英（宮城県）

関東
- 北関東代表 新島学園（群馬県）
- 埼玉県代表 浦和市立
- 東関東代表 習志野（千葉県）
- 東京都代表 帝京
- 西関東代表 韮崎（山梨県）

北信越・東海
- 北陸代表 魚津工（富山県）
- 信越代表 松本県ヶ丘（長野県）
- 静岡県代表 清水市商
- 東海代表 上野（三重県）

近畿
- 京滋代表 朱雀（京都府）
- 大阪府代表 初芝
- 兵庫県代表 報徳学園
- 紀和代表 新宮商（和歌山県）

中国
- 東中国代表 益田農林（島根県）
- 西中国代表 山口（山口県）

四国
- 南四国代表 徳島商（徳島県）
- 北四国代表 壬生川工（愛媛県）

九州
- 北九州代表 佐賀北（佐賀県）
- 東九州代表 大分工（大分県）
- 南九州代表 鹿児島工（鹿児島県）

## 試合

### 1回戦
- 松本県ヶ丘 2 - 1 鹿児島工（延長）
- 新島学園 1 - 0 室蘭大谷
- 初芝 3 - 0 上野
- 習志野 3 - 1 朱雀

- 韮崎 6 - 1 五戸
- 仙台育英 3 - 2 益田農林
- 佐賀北 2 - 0 浦和市立
- 帝京 3 - 0 新宮商

### 2回戦
- 清水市商 2 - 0 松本県ヶ丘
- 報徳学園 3 - 2 新島学園
- 壬生川工 1 - 0 仙台育英
- 大分工 1 - 0 佐賀北

- 習志野 2 - 1 魚津工
- 韮崎 3 - 1 山口
- 徳島商 1 - 0 初芝
- 帝京 2 - 1 秋田商（延長）

### 準々決勝
- 清水市商 4 - 0 報徳学園
- 壬生川工 2 - 0 大分工

- 習志野 2 - 1 韮崎
- 帝京 1 - 0 徳島商

### 準決勝
- 壬生川工 2 - 1 清水市商
- 習志野 1 - 0 帝京

### 3位決定戦
- 帝京 3 - 0 清水市商

### 決勝
- 習志野 2 - 0 壬生川工